# Szarszeret
Szarszeret (hebr. שרשרת) – moszaw położony w Samorządzie Regionu Sedot Negew, w Dystrykcie Południowym, w Izraelu.
Leży w środkowej części pustyni Negew, w pobliżu miasta Netiwot.

## Historia
Moszaw został założony w 1951 przez imigrantów z Tunezji.

## Gospodarka
Gospodarka moszawu opiera się na intensywnym rolnictwie i uprawach w szklarniach.